# Roches Vertes
Roches Vertes su niz malih grebena u Francuskoj koji pripadaju arhipelagu Glorieuses, između Île du Lys na sjeveroistoku i Île Grande Glorieuse na jugozapadu, u Indijskom oceanu, sjeverozapadno od Madagaskara.